# Стивенсон, Бен
Бен Стивенсон (англ. Ben Stevenson; род. 4 апреля 1936 года) — бывший артист балета Королевского балета Великобритании и Английского национального балета, соруководитель Национального Балета в Вашингтоне, округ Колумбия (1971—1974), художественный руководитель балета Чикаго (1974—1975 годы), художественный руководитель Хьюстонского балета (1976—2003) и нынешний художественный руководитель Техасского балетного театра (с 2003 года по настоящее время). Обладатель Ордена Британской империи.

## Ранние годы
Родился в городе Портсмут, Англия. Танцевальное образование получил в Школе искусств в Лондоне. По окончании школы был награжден престижной золотой медалью Эделин Гени — высшей наградой, присуждаемой танцорам Королевской Академией танца.

## Карьера
В возрасте 18 лет был приглашен в Королевский балет Нинет де Валуа. Затем Антон Долин пригласил его танцевать на Лондонском Балетном Фестивале, где он исполнил главные роли во всех классических спектаклях.
В 1970 году он постановил «Золушку» для Национального балета Вашингтона (округ Колумбия), а в 1971 году стал соруководителем с Фредериком Франком. Он поставил так же новый спектакль «Спящая красавица» в рамках празднования нового сезона Центра искусств Джона Ф. Кеннеди.
В течение года с 1974—1975 год был художественным руководителем балета Чикаго. В 1976 году Стивенсон был назначен художественным руководителем Хьюстонского балета, который он превратил в одну из ведущих балетных трупп Америки. За время своего пребывания в должности он расширил репертуар труппы, приобретая произведения самых уважаемых хореографов мира, ставя классику и ставя оригинальные хореографические произведения.
Будучи художественным руководителем пятой по величине балетной труппы Америки, в 1978 году он посетил Пекин и предложил китайскому танцору Ли Цуньсиня шестинедельную стипендию в Америку, а затем предложил ему должность в труппе.
В 2003 году он был назначен почетным директором Хьюстонского балета, а академия труппы была переименована в Академию Бена Стивенсона.
В 2004 году был назначен художественным руководителем Техасского театра балета в Форт-Уэрте.
Он поставил свои балеты для Английского национального балета, Американского театра балета, балета Харкнесса, Парижского оперного балета, миланского театра Ла Скала, Мюнхенского Государственного Оперного балета, Балета Джоффри, Лондонского городского балета, Балета Сантьяго, Пермского государственного театра оперы и балета имени П. И. Чайковского.
В фильме Брюса Бересфорда 2009 года «Последний танцор Мао» Стивенсона сыграл канадский актер Брюс Гринвуд.

## Награды
- Три золотые медали на Международном конкурсе артистов балета в Варне (1972)[5], (1982), (1986).